# جواهر بنت ماجد آل سعود
جواهر بنت ماجد آل سعود هي أميرة سعودية وهي أول امرأة سعودية تحصل على لقب راعية الفنون في المملكة العربية السعودية.

## سيرة شخصية
الأميرة جواهر هي ابنة الأمير ماجد أحد أبناء الملك عبد العزيز. ومن بين أشقائها، الأمير مشعل والأمير عبد العزيز والأميرة بسمة التي تزوجت بندر بن فيصل أحد أبناء الملك فيصل.
أسست الأميرة جواهر مؤسسة المنصورية عام 1999 والتي تساهم في الفنون الإبداعية من خلال المعارض والمنشورات. ترأس المؤسسة التي يوجد مقرها في باريس. في عام 2013 أسست أيضًا المجلس الفني السعودي غير الربحي. أقيمت تحت رعايتها عدة معارض للفنون والتصميم والعمارة.